# جرم مدار نبتون
جرم مدار نبتون هو، حرفيًا، أي جرم فلكي موجود داخل مدار نبتون. ومع ذلك، يُستخدم المصطلح عادةً للتعبير عن تلك الكواكب الصغيرة البعيدة بخلاف الأجرام العابرة لنبتون: أي جميع الكواكب الفرعية التي تدور حول الشمس عند أو على مسافة من نبتون، ولكن خارج مدار كوكب المشتري. تشمل الكواكب الصغيرة الجليدية المعروفة باسم القنطور وطروادة نبتونية.